# 庞巴迪Innovia APM 200电动列车

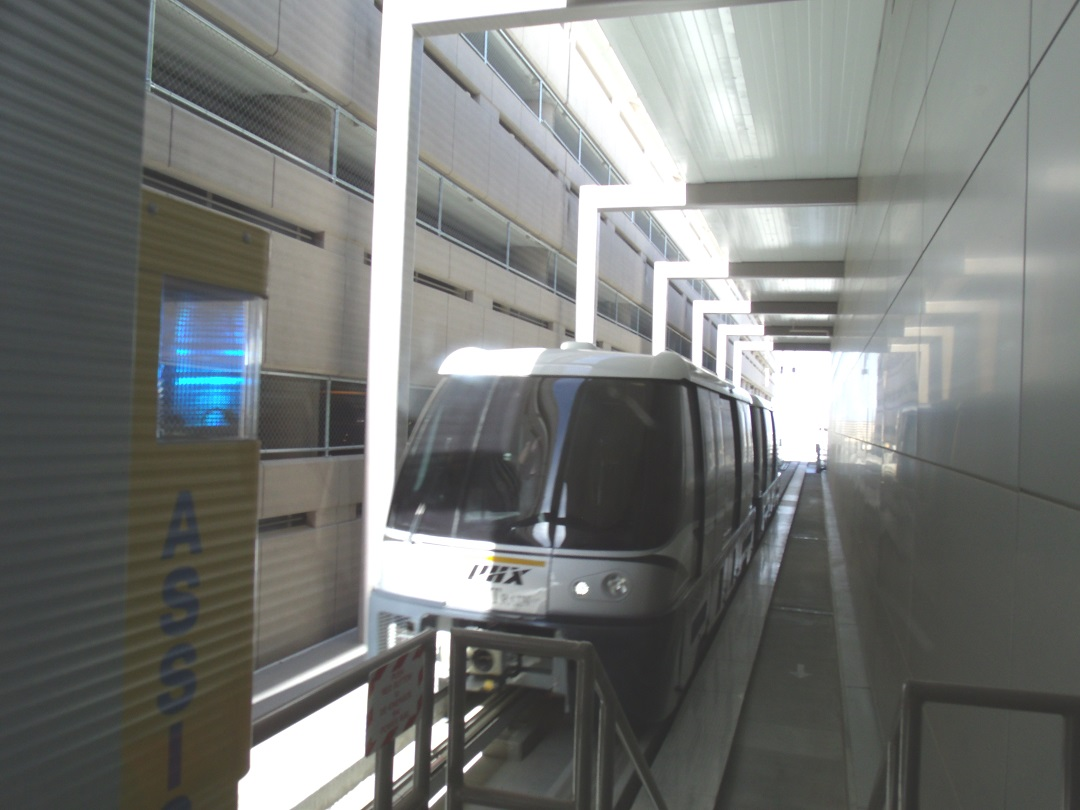
PHX天空列车上的庞巴迪Innovia APM 200

庞巴迪Innovia APM 200是由庞巴迪运输公司制造的自动化人员搬运系统 （APM）。Innovia APM 200是Innovia APM 100 （以前称为CX-100）的后继产品，并由Innovia APM 300继承。为响应庞巴迪对三菱重工（Mitsubishi Heavy Industries） Crystal Mover的欢迎 ，APM 200相对于APM 100的改进是全新的空气动力学设计，可实现更快的速度和更窄的转弯。庞巴迪Innovia具有全复合材料结构，并提供多种端盖选择。

## 技术指标
每辆Innovia APM 200汽车的空载重量为14.4吨（15.9短吨； 14.2长吨），载重量为21.627吨（23.840短吨； 21.285长吨）。 该轿厢配置为允许八名乘客坐下，而另外92名乘客可以以每名乘客2.7平方英尺（0.25平方米）的密度站立。 如果有足够的空间，除了坐着和站立的房间外，每辆Innovia APM 200车上都可以安装两个轮椅。 一列火车中最多可将四节车厢耦合在一起。 每辆火车都装有空调，照明设备，并包括连接至复合壳的有色窗户。 

## 现有系统

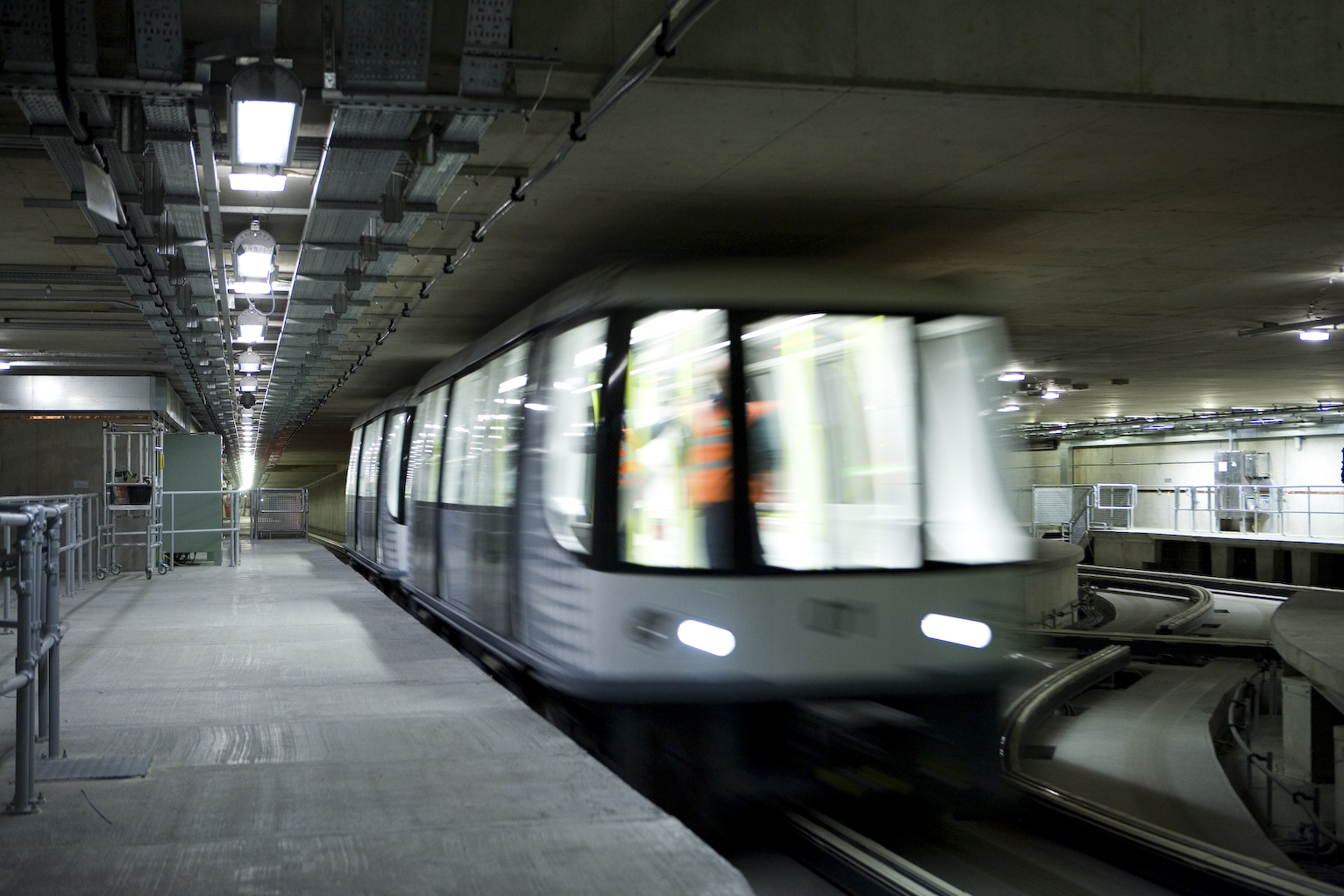
伦敦希思罗机场的轨道交通系统

- 达拉斯沃斯堡国际机场 Skylink （2005）– 4.9英里（7.9）   ，10个站点，64辆列车[1]
- 希思罗机场5号航站楼旅客自动输送系统在伦敦希思罗机场 5号航站楼 （2008） - 空侧系统，3个站点，10辆列车 [2]
- 凤凰城天港国际机场 PHX天空列车 （2013年）–分三期建设。  第一阶段于2013年4月8日开始运营 ，连接山谷地铁站，东部经济停车库和4号航站楼。 1A阶段于2013年12月8日开放，并将线路延伸至3号航站楼，并通过有盖人行道通往2号航站楼。 第二阶段的最后阶段将把生产线延伸至汽车租赁中心，预计在2020年或更晚时间开放。 完全完成后，线路的长度将为2.17英里（3.49）   ，将有5个车站，共18个APM。    [ 需要引用 ][ 需要引用 ]